# 約翰·巴拉索
約翰·安東尼·巴拉索三世（英語：John Anthony Barrasso III；1952年7月21日—），是一位共和黨籍的美国政治人物，現任參議院多數黨黨鞭，自2007年成為懷俄明州的聯邦參議員，現時他也是參議院印地安事務委員會的主席。
2007年6月22日，巴拉索被民主黨籍的怀俄明州州长戴維·弗賴登塔爾挑選，以填補已逝世的克雷格·L·托馬斯遺留之聯邦參議員空缺，後他也在2008年的特別選舉中勝出以完成托馬斯剩下的任期。到2012年，巴拉索成功獲得一個完整六年任期連任。
2024年11月13日，巴拉索被共和黨選為自下屆國會起的參議院多數黨黨鞭。

## 延伸閱讀
- Background and collected news at The Washington Post
- 美國國會國家人物傳記大辭典中的傳記
- 由華盛頓郵報維護的投票記錄
- 智慧投票计划中的傳記、投票紀錄及利益集團評級
- Congressional profile at GovTrack
- Congressional profile at OpenCongress
- Issue positions and quotes at On the Issues
- Financial information at OpenSecrets.org
- Staff salaries, trips and personal finance at LegiStorm.com
- 聯邦選舉委員會中的競選財務報告和數據
- Campaign contributions at the National Institute for Money in State Politics
- Appearances on C-SPAN programs
- Profile at Ballotpedia

## 外部連結
- 約翰·巴拉索 （页面存档备份，存于）參議院官方網站
- 卡斯帕骨科協會 （页面存档备份，存于）
- 中的“約翰·巴拉索”

| 政党职务                 | 政党职务                                                          | 政党职务             |
| ------------------------ | ----------------------------------------------------------------- | -------------------- |
| 前任者： 艾倫·辛普森     | 美國參議員懷俄明州共和黨被提名人 （第1類） 2008年、2012年、2018年 | 最新的               |
| 前任者： 麗莎·穆爾科斯基 | 參議院共和黨會議副主席 2011年－2013年                             | 繼任者： 罗伊·布伦特 |
| 前任者： 約翰·圖恩       | 參議院共和黨政策委員會主席 2012年–2019年                          | 繼任者： 罗伊·布伦特 |
| 前任者： 約翰·圖恩       | 参议院共和党大会主席 2019年-至今                                  | 現任                 |
| 美国参议院               |                                                                   |                      |
| 前任者： 克雷格·托馬斯   | 懷俄明州第1類參議員 2007年－ 與麥克·恩齊、辛西婭·拉米斯同時在任   | 現任                 |
| 前任者： 麗莎·穆爾科斯基 | 参议院印第安人事务委员会副主席 2009–2015                          | 繼任者： 喬恩·泰斯塔 |
| 前任者： 喬恩·泰斯塔     | 参议院印第安人事务委员会主席 2015–2017                            | 繼任者： 约翰·霍文   |
| 前任者： 吉姆·英霍夫     | 参议院环境和公共工程委员会主席 2017–2021                          | 繼任者： 湯姆·卡波   |
| 前任者： 乔·曼钦         | 参议院能源和自然资源委员会高阶委员 2021—至今                      | 現任                 |
| 美國排位名單             |                                                                   |                      |
| 前任者： 喬恩·泰斯塔     | 美國參議員資歷 第25位                                             | 繼任者： 羅傑·威克   |